# My December Tour
A My December Tour foi a quarta turnê de shows da cantora estadunidense Kelly Clarkson e serviu de apoio ao lançamento do seu terceiro álbum de estúdio, My December (2007). Originalmente esteva programada como uma turnê de verão em grande escala para coincidir com a disponibilidade do álbum em junho de 2007, porém controvérsias públicas na carreira de Clarkson e vendas fracas de ingressos na América do Norte levaram a cantora a cancelá-la antes de começar. Uma turnê em escala consideravelmente menor começou em setembro de 2007 e durou até abril de 2008, com as etapas internacionais na Europa e Austrália permanecendo em arenas.

## Antecedentes

### Primeira encarnação
A turnê foi anunciada inicialmente pela Billboard.com e pelo site oficial de Clarkson em 26 de abril de 2007. Foi programada para quase 40 datas na América do Norte, de 7 de julho a 28 de setembro de 2007, começando na Rose Garden Arena de Portland, Oregon, incluindo locais como o TD BankNorth Garden em Boston e a Continental Airlines Arena em Nova Jersey, e concluindo na MGM Grand Garden Arena em Las Vegas. Pela primeira vez, Clarkson tocaria em arenas em vez dos anfiteatros menores onde suas turnês anteriores foram realizadas. Descrevendo a turnê, Clarkson declarou: "Esta será a maior turnê que já fiz. É tudo sobre a música - estamos trazendo músicos extras e faremos um ambiente de arena intimista porque quero que os fãs façam parte do show! E vocês ouvirão todos os seus sucessos favoritos também!!" O show contaria com uma passarela de 36 fileiras e um palco B, para tornar as grandes arenas mais intimistas para os fãs. Mat Kearney seria seu ato de apoio na turnê.
A turnê seria patrocinada pela Vitamin Water. A empresa criou um site exclusivo, kellyallaccess.com, que oferecia uma pré-venda através da Ticketmaster, bem como outras atividades promocionais cruzadas com Clarkson. Os ingressos começaram a ser vendidos em 12 de maio e as perspectivas para a turnê foram apanhadas no drama público da carreira de Clarkson sobre o conteúdo e o potencial comercial de My December, suas relações com o chefe da gravadora Clive Davis e sua desavença com sua própria gestão.
Na quinta-feira, 14 de junho, a turnê foi cancelada, de acordo com o site oficial de Clarkson, com sua declaração dizendo:
| “ | Não consigo descrever o quanto eu estava ansioso para me apresentar para vocês. Na loucura da indústria musical, me apresentar é o que eu mais anseio fazer, então é realmente decepcionante ter que dizer que não farei turnê neste verão. A verdade é que fazer turnê é muito cedo demais. Mas prometo que voltaremos o mais rápido possível para oferecer a vocês um show ainda melhor. Obrigado por todo o carinho e apoio contínuo. | ” |

No entanto, os promotores e seus representantes reconheceram a baixa venda de ingressos como o motivo do cancelamento. O CEO da LiveNation, Michael Rapino, disse: "As vendas de ingressos não foram o que esperávamos e chegamos à conclusão de que tínhamos dado um passo além do que podíamos suportar. No fim das contas, estamos no negócio da Kelly Clarkson e, por essa razão, acreditamos que essa decisão só beneficiará ela e seus fãs a longo prazo."
O álbum My December foi finalmente lançado em 26 de junho de 2007, e em poucas semanas ficou claro que suas vendas seriam consideravelmente menores que as de seus dois álbuns anteriores. As únicas apresentações públicas que sobreviveram ao cancelamento da turnê foram sua apresentação de cinco músicas no show no Live Earth no Giants Stadium em 7 de julho de 2007, e várias aparições promocionais em programas de televisão matinais e noturnos em conjunto com o lançamento do álbum.

### Segunda encarnação
Em 4 de setembro de 2007, uma nova turnê My December para o outono de 2007 na América do Norte foi anunciada via Billboard.com. Foi especificado que teria 26 datas em teatros com capacidade para 3 mil a 6 mil pessoas, em vez das arenas anteriores. Seus três shows no Beacon Theatre de Nova Iorque esgotaram todos os ingressos, e sua apresentação no Tower Theater, nos arredores de Filadélfia, quase esgotou. Os shows em Toronto, Minneapolis e Chicago também esgotaram.
Clarkson então adicionou etapas australianas e europeias à turnê, que aconteceriam a partir de março de 2008, após a primeira etapa de sua turnê 2 Worlds 2 Voices com Reba McEntire. Os singles de My December tiveram uma recepção um pouco melhor na Austrália do que nos EUA, e Clarkson estava seguindo a estratégia de agendar datas lá que as Dixie Chicks estavam seguindo para sua  Accidents & Accusations Tour de 2006, que também teve dificuldades de vendas. Os ingressos para a turnê australiana começaram a ser vendidos em 8 de outubro de 2007.  Em 23 de outubro de 2007, a programação europeia completa foi anunciada e os ingressos começaram a ser vendidos imediatamente. Ingressos alemães, suecos e holandeses foram colocados à venda para os fãs por meio de diversos sites e lojas de ingressos em todo o continente. Embora a Sony BMG UK tenha criado uma pré-venda oficial para fãs através da Live Nation, Ents24.com e Seetickets, a Orange UK criou um sistema de "reserva de ingressos" através do WAP em seu site, para usuários registrados da Orange no Reino Unido. Houve uma grande procura pelos fãs de Glasgow e Manchester, e uma nova data foi adicionada para cada um deles dentro de uma semana. Clarkson agendou uma aparição no programa de TV britânico This Morning em 12 de dezembro para promover a etapa britânica da turnê.

## O concerto

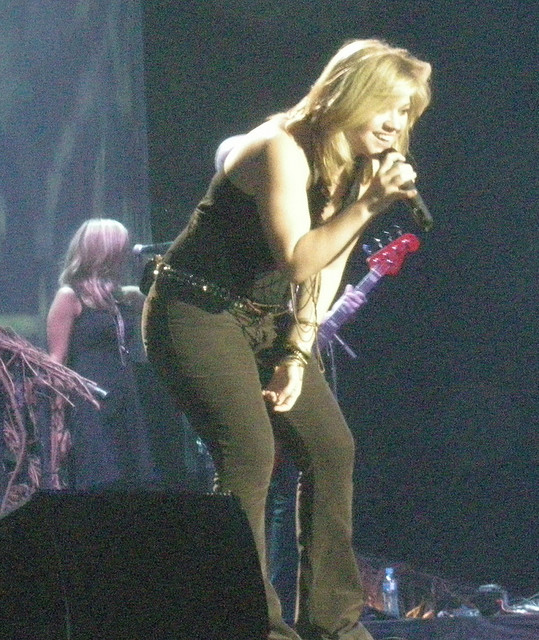
Clarkson em 6 de abril de 2008.

Assim como no passado, os shows de Clarkson tinham mais em comum com shows de rock tradicionais do que com produções de "divas" voltadas para o pop ou o R&B. O show começou com uma apresentação da capa do álbum My December, completa com uma escadaria adornada com galhos de árvores retorcidos e Clarkson sentada no grande vestido vermelho enquanto a banda estava congelada como manequins. Clarkson imediatamente tirou o vestido vermelho volumoso e se apresentou com uma calça preta discreta e um top nas costas. No meio do show, a cortina principal fechou, e Clarkson e alguns membros selecionados da banda executaram um mini-set mais tranquilo de "Because of You", "Up to the Mountain" e "Be Still" em frente à cortina. Uma mashup de "Miss Independent" e "Whole Lotta Love", de Led Zeppelin, e "Back in Black", de AC/DC, tocou por um tempo no sistema de som; quando a cortina se abriu, o cenário havia sido despojado para um visual tecno-moderno, enquanto Clarkson havia passado por uma mudança mínima de figurino, adicionando um colete preto sem mangas. O segmento de bis únicos começou com "Sober" respeitosamente entregue, seguido pelo informal "Chivas" e então seu maior sucesso, "Since U Been Gone", o último dos quais normalmente apresentava cantorias ou fãs dançando puxados para o palco. No total, ela normalmente se apresentava por 75 a 80 minutos.  
O repertório do show foi dominado pelo material de My December e Breakaway, com apenas "Miss Independent" e "Beautiful Disaster" aparecendo de seu primeiro álbum, Thankful, e o único indicador de sua herança no American Idol foi sua introdução ao showstopper do Idol Gives Back, "Up to the Mountain".Greg Kot (2007-11-02). "Kelly Clarkson juggles pop, Goth and ballads as she tries to outgrow 'Idol'". Chicago Tribune. Retrieved 2009-05-25.</ref> O público dos concertos de Clarkson nos Estados Unodos era às vezes composto por estudantes do ensino médio e universitários, predominantemente mulheres, e meninas pré-adolescentes acompanhadas por um ou ambos os pais, mas também às vezes conectadas com seu público de rádio, o que inclui ampla transmissão em estações contemporâneas para adultos. A música apresentada no show tinha uma orientação mais convencional para o rock do que o perfil do público do show poderia indicar. O discurso de Clarkson no palco entre as músicas normalmente fazia apenas algumas alusões às suas aventuras de carreira com o álbum My December. No início da turnê, ela apresentou cuidadosamente o material My December . Perto do fim dos shows, ela agradeceu ao público por lhe dar a oportunidade de apresentar suas músicas, dizendo que todas as outras facetas da indústria musical não tinham importância. Ela deu introduções mais extensas para "Hole" e "Up to the Mountain", que, segundo ela, não se encaixavam em seu som normal.
O crítico de rock Greg Kot analisou o concerto como retratando três possíveis caminhos de carreira para Clarkson: uma megera gótica, uma princesa do pop e uma cantora de baladas.Greg Kot (2007-11-02). "Kelly Clarkson juggles pop, Goth and ballads as she tries to outgrow 'Idol'". Chicago Tribune. Retrieved 2009-05-25.</ref> Ele sugeriu que o último deles era onde residia sua melhor chance de crescimento artístico, dizendo que seu show tranquilo tinha sido "uma revelação".

## Atos de abertura
- Jon McLaughlin (América do Norte) [21]
- Sean Kingston (Austrália) (datas selecionadas)
- Mandy Moore (Austrália) (datas selecionadas)
- Jamie Scott and the Town (Europa) (datas selecionadas)

## Repertório

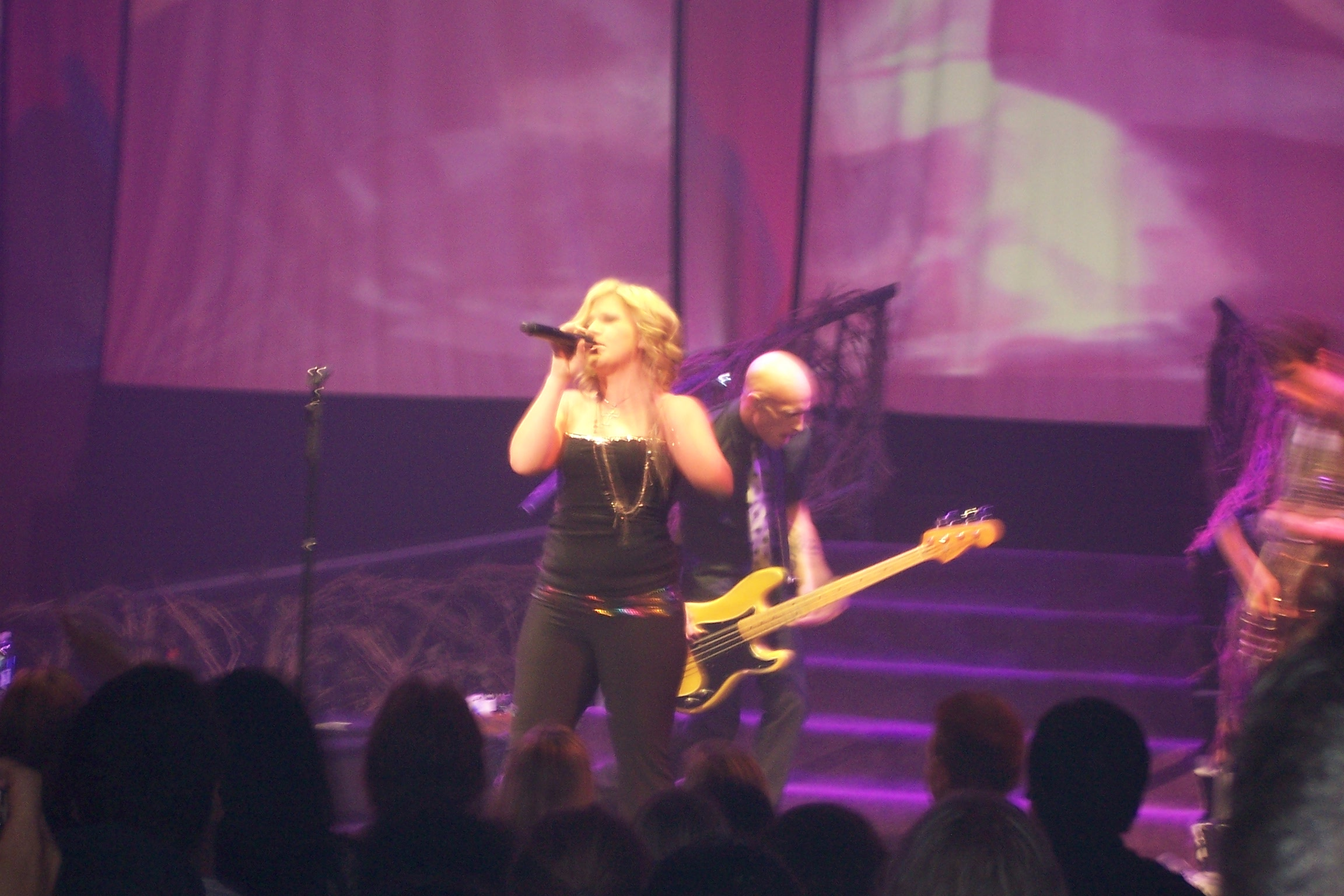
Clarkson e sua banda de apoio se apresentando na primeira parte do concerto em 18 de outubro de 2007 no Tower Theater em Upper Darby Township, Pensilvânia.

1. "Untitled I" (contém elementos de "Irvine" e "Never Again") (Introdução instrumental)
2. "One Minute"
3. "Behind These Hazel Eyes"
4. "Don't Waste Your Time"
5. "Never Again"
6. "Maybe"
7. "Gone"
8. "Hole"
9. "Addicted"
10. "Because of You"
11. "Up to the Mountain" (original de Patty Griffin)
12. "Be Still"
13. "Miss Independent"
14. "How I Feel"
15. "Breakaway"
16. "Walk Away"
17. "Sober"
18. "Chivas"
19. "Since U Been Gone"

- "Beautiful Disaster" foi apresentada durante concetos na Europe e Austrália.
- Durante o concerto no Gibson Amphitheatre em Los Angeles, Clarkson apresentou "Can I Have A Kiss" e "Home". As duas foram também incluídas durante o concerto no Massey Hall em Toronto.
- Durante o concerto no Ryman Auditorium em Nashville, Clarkson apresentou "No Bad News".

## Datas da turnê

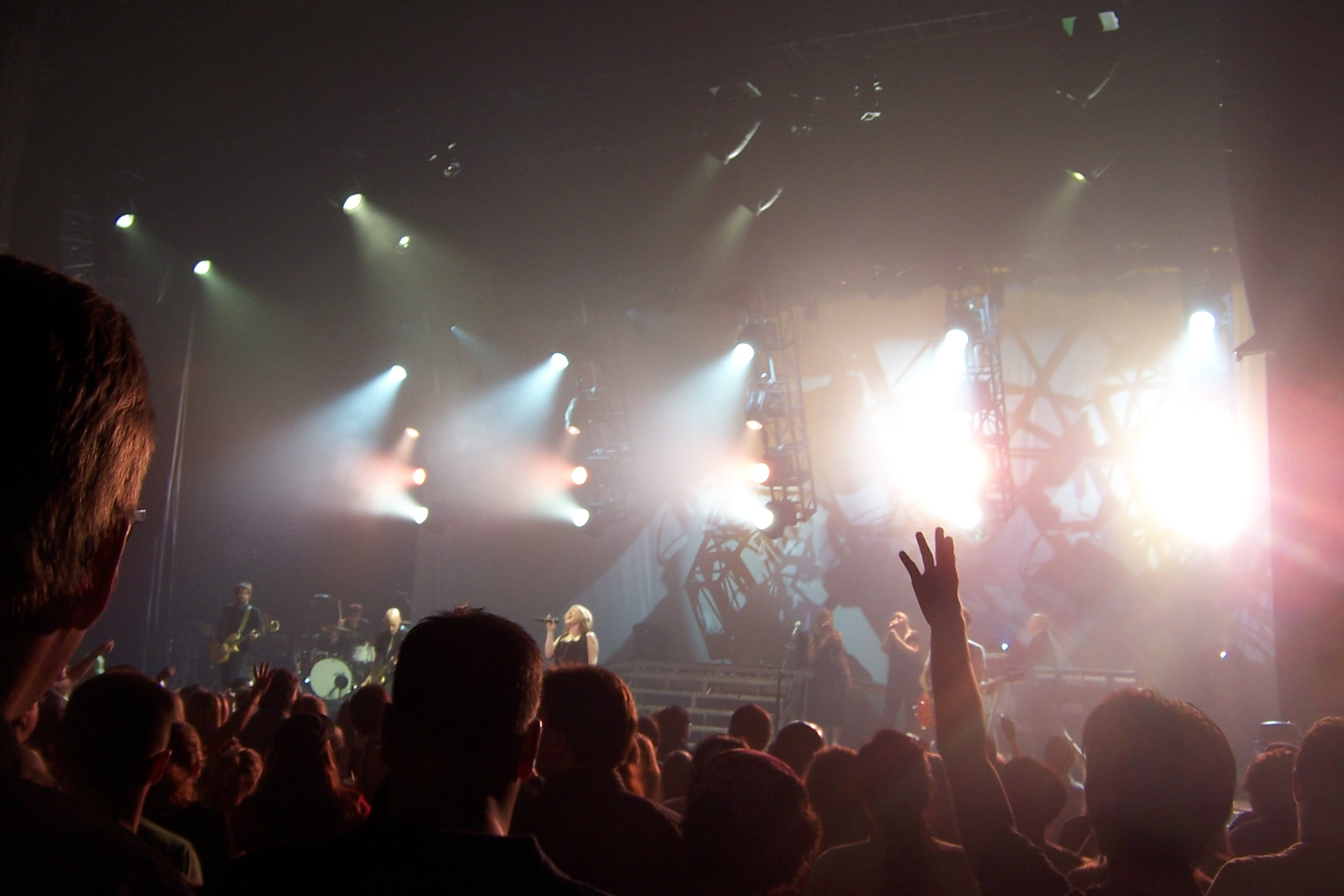
Clarkson e a sua banda de apoio se apresentando na última parte do concerto em 18 de outubro de 2007 no Tower Theater em Upper Darby Township, Pensilvânia.

Cancelamentos e shows remarcados; (datas originais da turnê)

## Músicos e outros envolvidos
Banda de apoio
- Vocalista principal: Kelly Clarkson
- Teclados, Direção musical: Jason Halbert
- Guitarra: Aben Eubanks
- Guitarra, vocais de apoio: Cory Churko
- Baixo: Einar Pedersen
- Bateria: Chris Deaner
- Vocalista de apoio, violão: Jill Pickering
- Vocalista de apoio: Kate Rapier

Outros
- Gestão: Narvel Blackstock & Starstuck Management
- Gerente de turnê: Tim Krieg
- Gerente de produção: Allan Hornall
- Cabelo e maquiagem: Ashley Donovan
- Segurança: Brian Butner & NPB Companies, Inc.
- Reserva: CAA